# 西山彩佳
西山 彩佳（にしやま あやか、5月4日 - ）は、日本の女性声優。東京都出身。EARLY WING準所属。

## 経歴
かつてはクレールに所属。2022年4月より、EARLY WING準所属となった。日本大学芸術学部卒業。

## 人物
趣味・特技として謎解き、映画鑑賞、ダンス、ベース、シナリオ執筆、花束作り、スキーをそれぞれあげている。

## 出演
太字はメインキャラクター。

### Webアニメ
- アークナイツスピンオフショートアニメ「リー探偵事務所」（2022年）[6]

### ゲーム
- ロストアーカイブ（2020年、ニティカ）[7]

### デジタルコミック
- 仲が悪いのもお仕事です（2022年、女性社員）[8]

### ラジオ
- 西山彩佳の本気!アニラブ（2019年 - 2020年、超!A&G+）[9]

### VTuber
- shiroAN（2022年 -）[10][11]

### 朗読劇
- 片隅のエピローグ（2022年、桐堂彩里）[12]

### 舞台
- 交通事故鑑定人 環倫一郎（2019年、クリスティーナ）
- 小豆菜と志乃（2020年、さくら）[13]

### その他コンテンツ
- JOIN移住・交流&地域おこしフェア2021autumn（2021年、レポーター）

## ディスコグラフィ
| 発売日         | 商品名                           | 歌      | 楽曲         | 備考                                               |
| -------------- | -------------------------------- | ------- | ------------ | -------------------------------------------------- |
| 2019年12月28日 | 本気!アニラブ 第15期テーマソング | koikan@ | 「BlooMoon」 | Webラジオ『本気!アニラブ』第15期オープニングテーマ |

### ユニットメンバー
1. ↑  柳原かなこ、根本京里、西山彩佳